# Padací jáma

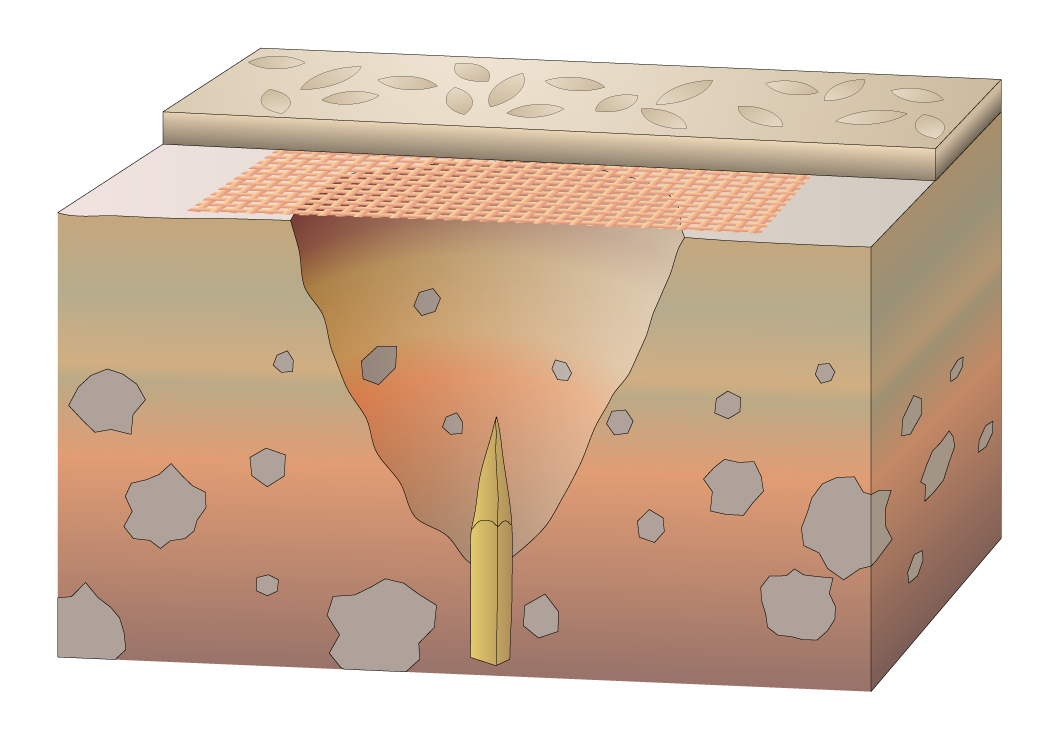
Vlčí jáma (jáma s kůlem)

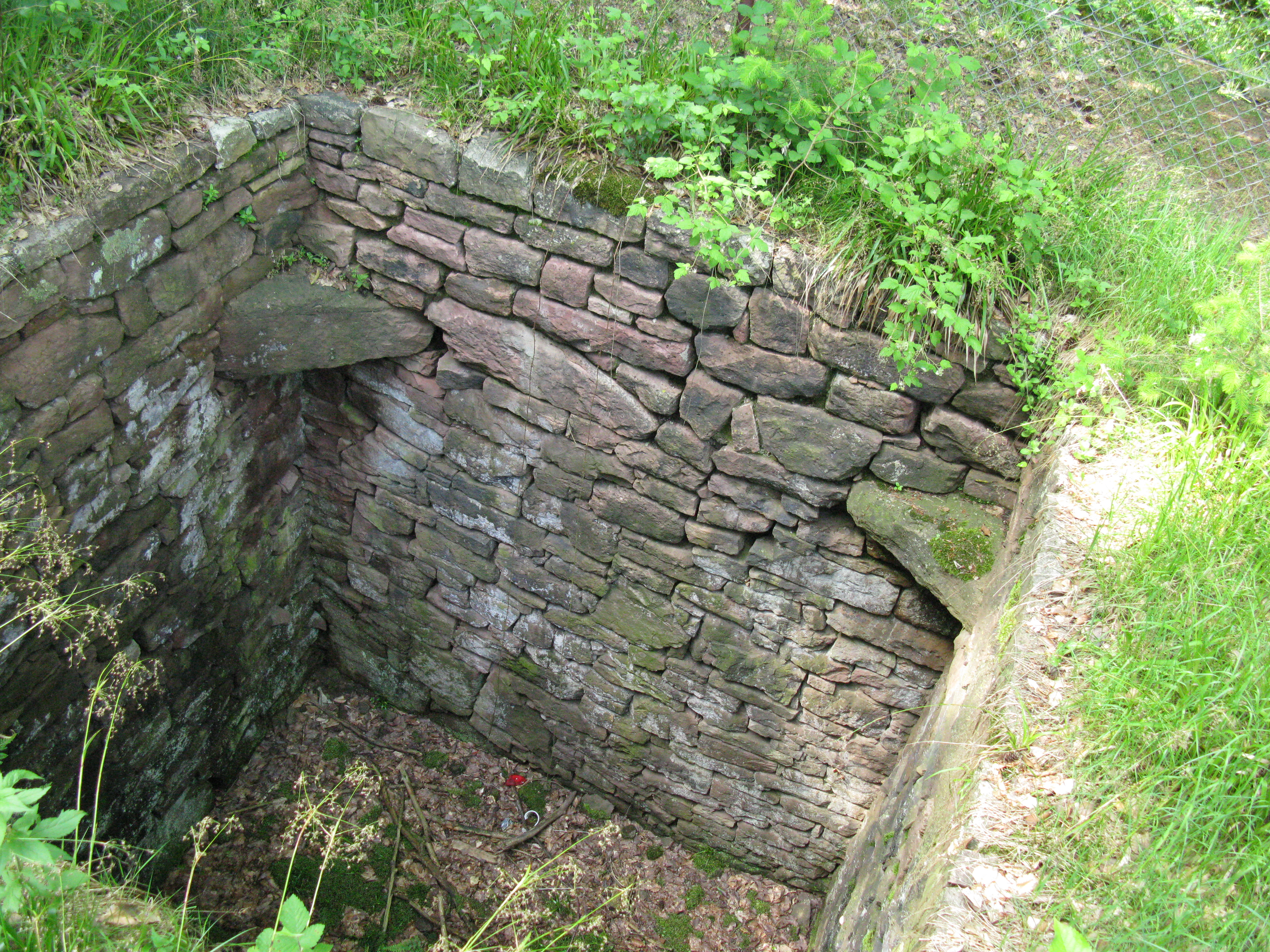
Vlčí jáma, nedaleko města Hohenwart, Bavorsko, Německo

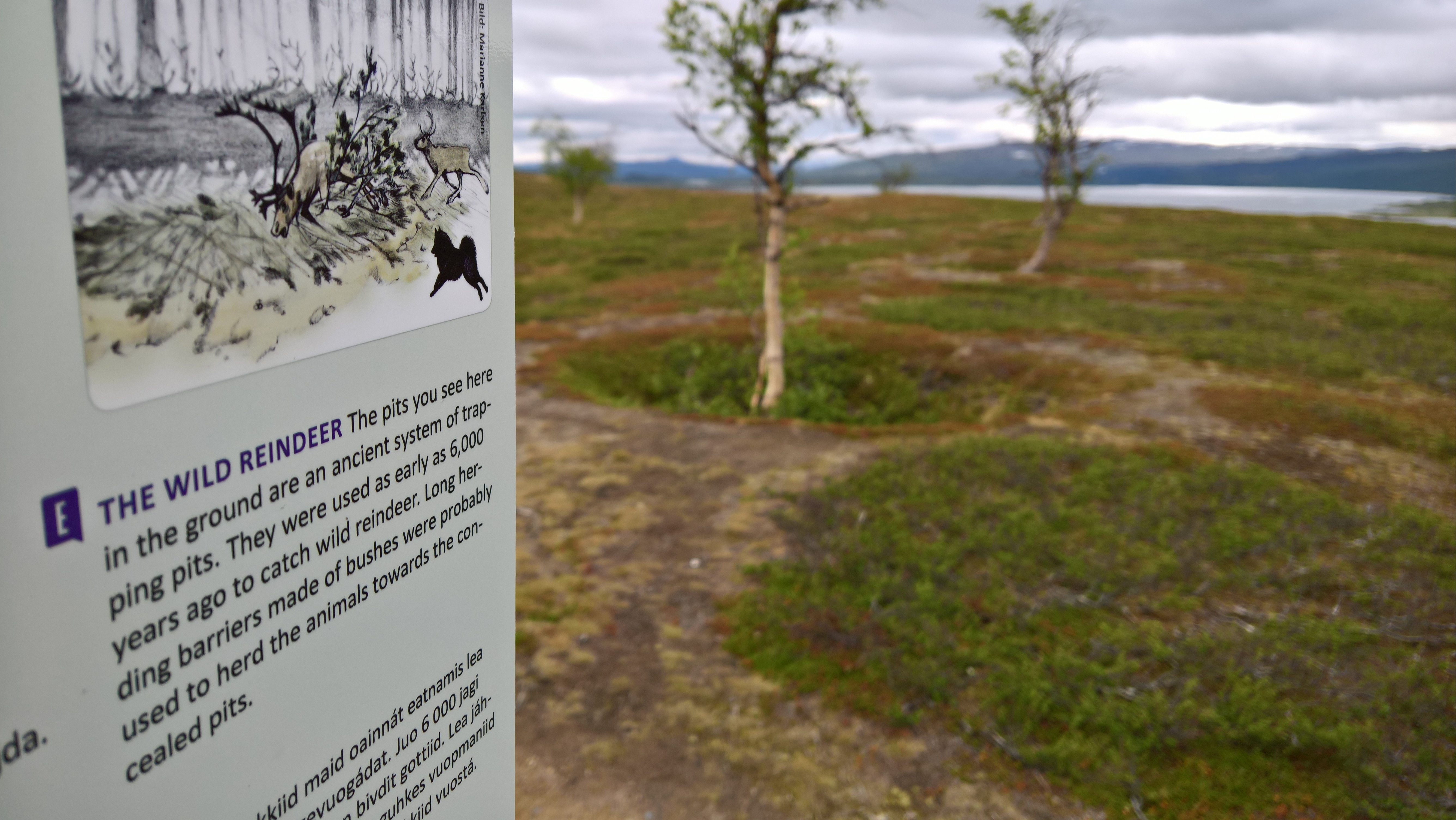
Chytací jámy ve Švédsku v NP Stora Sjofallet

Padací (chytací) jámy jsou hluboké jámy vykopané v zemi nebo postavené z kamení za účelem chytání zvířat. Jde o nejjednodušší a zároveň pravděpodobně nejstarší typ pasti.
Evropské skalní i jeskynní malby vypovídají o tom, že losi byli chytáni už v době kamenné. V severní Skandinávii je ještě v současnosti možno nalézt chytací jámy, které byly používány pro chytání losů, sobů, vlků a medvědů. Tyto několik metrů hluboké jámy, které mohou být až 4 metry široké a 7 metrů dlouhé, byly nahoře zakryty větvemi a listy. U jámy byla přivázana návnada, která měla zvěř přilákat (živá ovce, při chytání lišek kachna). Jámy měly příkré stěny lemované kůly, což mělo zvířeti znemožnit uniknutí z jámy. Zvíře spadnuvší do jámy se buď zabilo pádem na dole nastražený kůl, nebo bylo zabito nedaleko čekajícími lovci. Padací jámy se používaly ještě na počátku 20. století. V současnosti je chytání zvěře pomocí padacích jam v Česku, Německu a Rakousku zakázáno.

## Přísloví
K padací jámě se vyjadřuje i jedno (nejen) české přísloví:
| „ | Kdo jinému jámu kopá, sám do ní padá | “ |

Podobné citáty jsou i v Bibli.